# Libež
Libež (Duits: Liebesch) is een Tsjechische gemeente in de regio Midden-Bohemen en maakt deel uit van het district Benešov. Het dorp ligt op zes kilometer afstand van Vlašim.
Libež telt 287 inwoners (2025).

## Geografie
In het dorp vloeit de Chotýšanka samen met de Blanice. Ten noordwesten van Libež ligt natuurmonument Les u Libeže.

## Geschiedenis
De eerste schriftelijke vermelding van Libež dateert van omstreeks 1450, maar in 1326 werd reeds ene Jan z Libže vermeld, verwijzend naar dorp.
Sinds 1960 maakt Libež deel uit van het district Benešov. Het wapen en de vlag werden op 24 november 2014 door de voorzitter van de Kamer van Afgevaardigden van het Parlement van de Tsjechische Republiek aan de gemeente toegekend.

## Verkeer en vervoer

### Autowegen
Libež is bereikbaar via een regionale weg.

### Spoorlijnen
Er is geen station in de gemeente. Het dichtstbijzijnde station is in Vlašim, op zo'n negen kilometer afstand. Dat station ligt aan de spoorlijn van Benešov naar Vlašim.

### Buslijnen
Er is één bushalte in de gemeente:
| Halte        | Lijn(en) | Traject(en)      | Vervoerder(s) |
| ------------ | -------- | ---------------- | ------------- |
| Libež, Libež | 790      | Vlašim - Divišov | CŠAD Benešov  |

### Fietsroutes
- 101: Český Šternberk - Vlašim - Louňovice pod Blaníkem

### Wandelroutes
- Blauw: Český Šternberk - Hrádek - Vlašim

## Bezienswaardigheden
- Libežskýmolen;
- Kapel van de Heilige Drie-Eenheid op het dorpsplein.

## Galerij

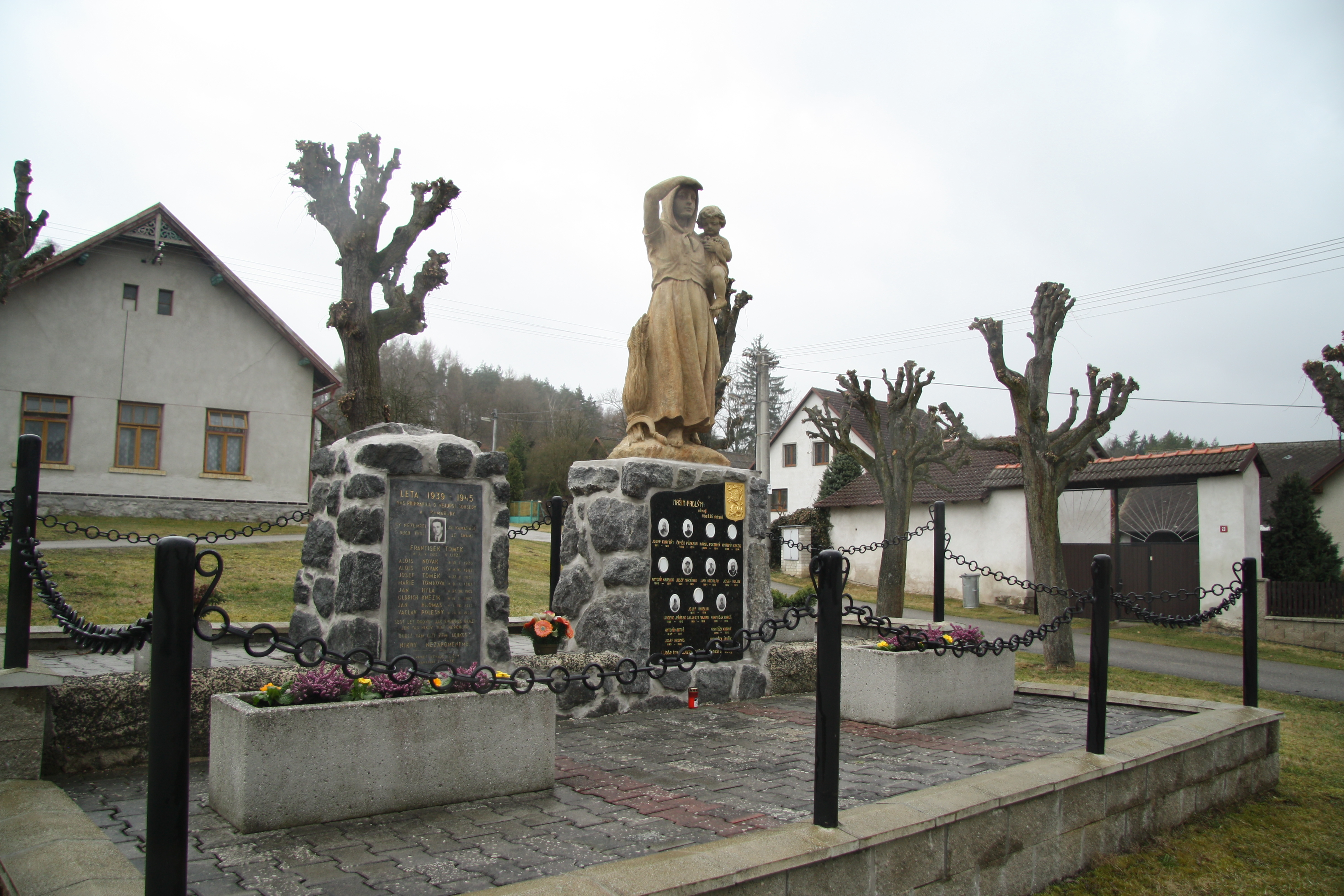
Oorlogsmonument (2017)
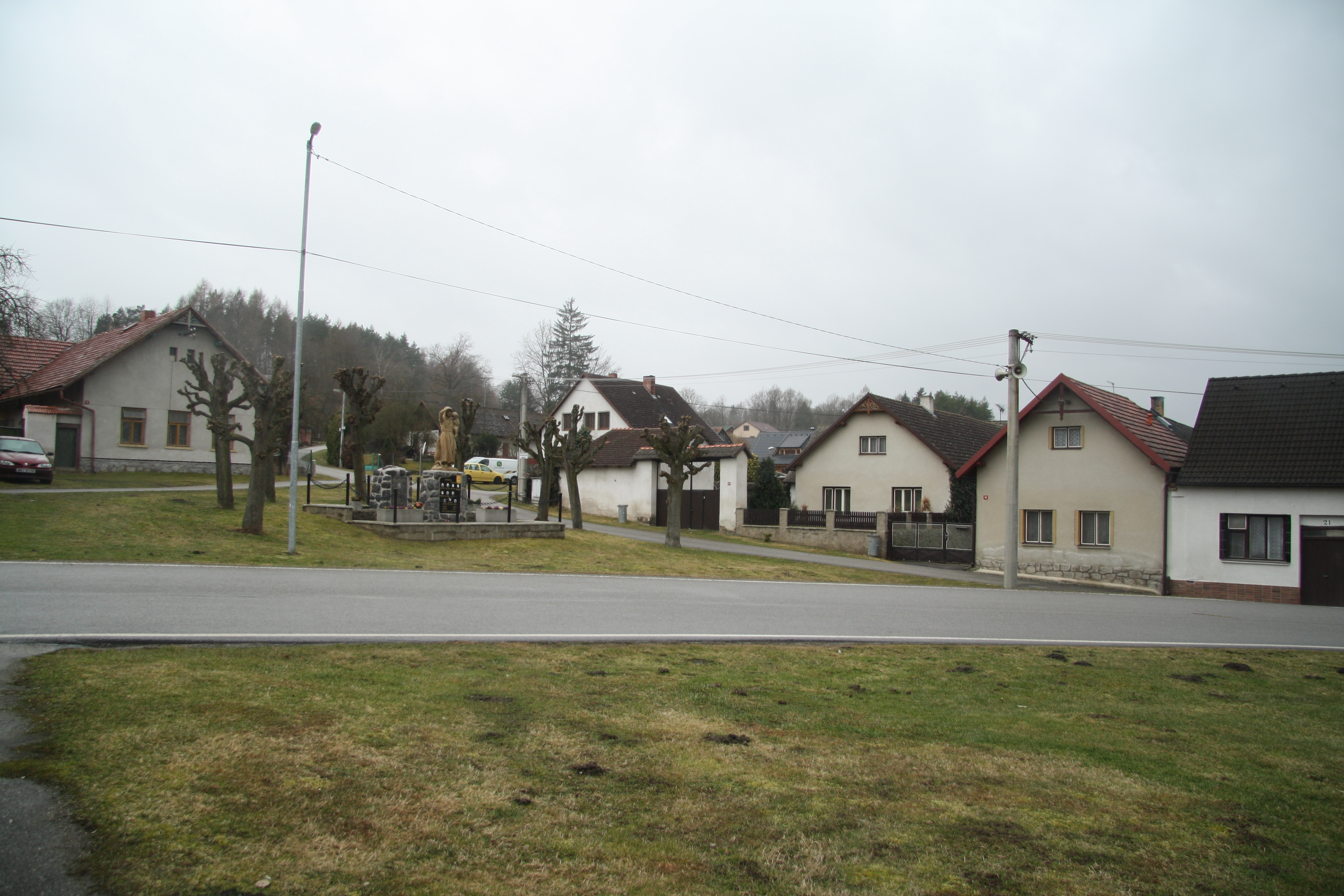
Huizen aan de zuidkant (2017)
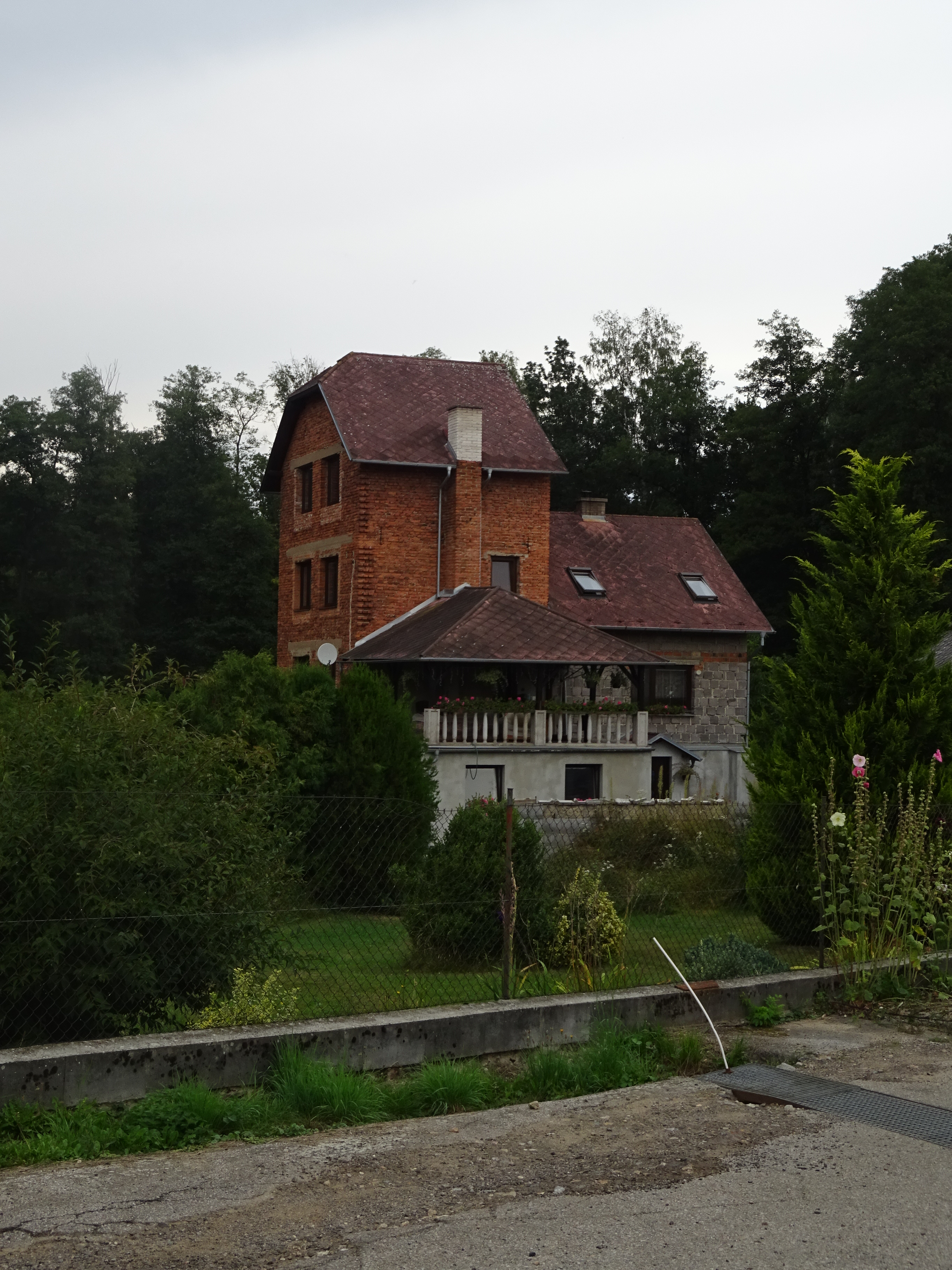
Libežskýmolen (2021)